# 阿讷博
阿讷博（法語：Annebault，法語發音：[anbo] ⓘ）是法国卡尔瓦多斯省的一个市镇，属于利雪区。

## 地理
阿讷博（49°15'9"N, 0°3'33"E）面积5.54 平方千米，位于法国诺曼底大区卡爾瓦多斯省，该省份为法国西北部沿海省份，北濒大西洋英吉利海峡，东北与滨海塞纳省以海上边界相接，东临厄尔省，南至奧恩省，西与芒什省接壤。
与阿讷博接壤的市镇（或旧市镇、城区）包括：布尔若维尔、布朗维尔、达内斯塔勒、瓦尔瑟梅。

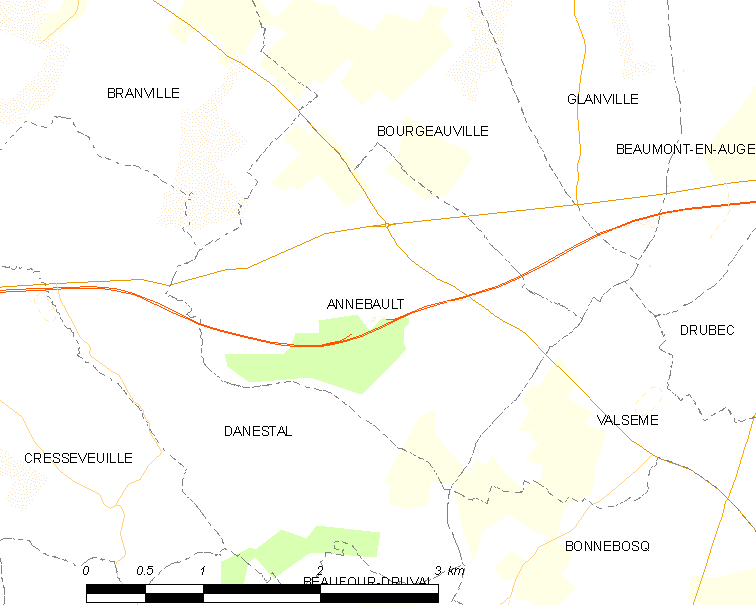
阿讷博的OSM定位图

阿讷博的时区为UTC+01:00、UTC+02:00（夏令时）。

## 行政
阿讷博的邮政编码为14430，INSEE市镇编码为14016。

## 政治
阿讷博所属的省级选区为卡堡县。

## 人口

1962-2008年间阿讷博人口变化图示

阿讷博于2022年1月1日时的人口数量为502人。